# El Boscarró
El Boscarró o el Bosquetó, és un jaciment arqueològic de l'època ibèrica que es troba a Sant Joan les Fonts (la Garrotxa), inclòs a l'Inventari del Patrimoni Arqueològic i Paleontològic de Catalunya.

## Accès
El jaciment està situat damunt d'un turó des del que domina el riu Fluvià i per sota del qual està situada una pedrera de basalt. La documentació d'uns escassos fragments de ceràmica comuna ibèrica i un petit fragment de ceràmica àtica al camí d'accés que va de la pedrera als camps de conreu que hi ha sobre el turó donaven indicis de la possible presència d'un assentament d'època ibèrica.

## Història
La intervenció realitzada a l'indret del Boscarró, entre els dies 21 i 25 d'octubre de 2013 van permetre constatar la presència d'un assentament ibèric. Durant la intervenció, a més de recuperar fragments de material ceràmic es van poder documentar estructures a la part superior del puig que permet proposar una cronologia d'entre els segles IV i III aC. Les estructures es concentren a la zona nord-occidental del turó. En superfície es van detectar tot un seguit de murs aixecats amb les pedres del poblat ibèric que s'han pogut identificar com a feixes dels segles XIX-XX. Així mateix, es va poder documentar un nivell d'arrasament fort.
En la intervenció de l'abril de 2014 es va obrir una cala de 80m2 durant la qual es va poder documentar un mur que podria representar el basament d'una muralla de tancament amb un mur perpendicular amb la possible funció de contrafort. Aquestes restes queden amortitzades per un estrat d'anivellament associable a un moment indeterminat del segle IV aC.
Durant les intervencions dutes a terme el juliol de 2014, l'obertura en extensió de la cala nord-est va permetre documentar la continuïtat de les estructures registrades a la intervenció prèvia. A partir d'aquesta primera estança documentada, es constata la construcció de les cases seguint el perímetre del puig i aprofitant-ne les terrasses inferiors per assentar-s'hi. Així mateix, la superposició estratigràfica de murs en aquesta zona permet plantejar dues fases constructives diferenciades. D'altra banda, l'obertura d'una cala a l'est del turó va permetre documentar una estructura de pedra de grans dimensions que s'associa, de forma preliminar a una construcció defensiva. També s'hi documenta un mur, encara per delimitar, de més de 7 metres de llargada i un petit tram de paret.